# Governatorato della Lituania
Il governatorato di Lituania (in russo Литовская губерния?) era una gubernija dell'Impero russo. Fu istituita nel 1780, con Vilnius come capoluogo, unendo i territori del governatorato di Vil'na e del Governatorato di Slonim, a loro volta istituiti dopo la Terza spartizione della Polonia.
Nel 1802 il territorio venne smembrato nei governatorati di Vil'na e di Grodno.
Con l'azione del movimento detto "Risveglio Nazionale Lituano" e la caduta dell'Impero russo del 1917, il governatorato divenne nel 1918 una nazione indipendente che prese il nome di Lituania.